# Campeonato de Apertura de Chile
El Campeonato de Apertura de Chile fue una competición oficial de copa doméstica de fútbol profesional que se disputaba anualmente entre clubes de Chile, en forma previa al campeonato oficial de Primera División.
Fue organizado por la Liga Profesional de Fútbol de Santiago (LPF) en 1933, por la Sección Profesional de la Asociación de Football de Santiago en 1934, por la Asociación de Fútbol Profesional en 1937 y por la Asociación Central de Fútbol (ACF) desde 1938, antecesoras de la actual Asociación Nacional de Fútbol Profesional de Chile (ANFP) y pertenecientes a la Federación de Fútbol de Chile. Dejó de disputarse en 1950, dando paso en 1958 a la Copa Chile.
El último campeón fue Santiago Morning, siendo también el equipo con más títulos, junto con Colo-Colo, con tres en total.

## Historia

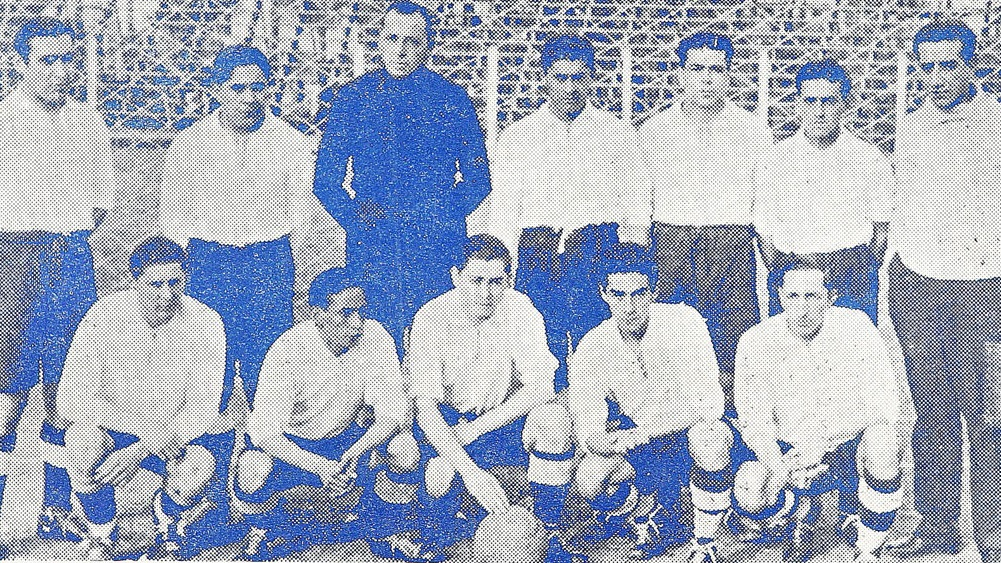
Colo-Colo, ganador de la Copa «César Seoane» y primer campeón del torneo en 1933.

Los antecedentes del Campeonato de Apertura tienen su origen en aquellos de carácter amateur organizados por la Asociación de Football de Santiago y por la Liga Metropolitana de Deportes con la intención de aumentar sus recaudaciones, además de permitir a sus clubes llegar en mejor forma al inicio de las competiciones oficiales.
Iniciado el fútbol profesional en Chile en 1933, la idea de una copa doméstica fue adoptada por la Liga Profesional de Football de Santiago y sus sucesoras, que la programaron al margen del campeonato oficial de Primera División, entre los años 1933 y 1950, de forma anual e interrumpida. Esta competición se denominó de manera general como Campeonato de Apertura de Chile. El nombre se debe a que este torneo de copa doméstica daba inicio a la temporada futbolística y, una vez finalizada, daba paso al campeonato oficial.
El Campeonato de Apertura es considerado como el precursor de la actual Copa Chile, nacida en 1958, principalmente por diferencias marcadas entre ambas competencias. De las que más resaltan entre una y otra, es el hecho de que la Copa Chile incluye a equipos de todo el país y se juega de manera simultánea al campeonato nacional, mientras que el Campeonato de Apertura sólo incluía a equipos capitalinos —exceptuando las versiones de 1947, 1949 y 1950, en las cuales Everton y Santiago Wanderers también fueron partícipes— y era un torneo mucho más breve, que tenía como rol fundamental anteceder al campeonato oficial motivado principalmente por el contexto en el que se encontraba el fútbol chileno hasta 1949, fecha en que por primera vez se descentralizó el fútbol profesional de manera íntegra. Por otro lado, varias de sus ediciones se jugaron fuera de las reglas de la FIFA, especialmente en lo referente a la duración de los partidos.
Las ediciones del Campeonato de Apertura no tuvieron la misma regularidad que las del campeonato oficial de Primera División, dejando de disputarse durante los años 1935, 1936, 1939, 1943, 1945, 1946 y 1948. La regularidad tampoco fue factor respecto a los formatos de competencia, puesto que, hasta 1941, se jugaba una ronda preliminar y luego una de eliminación directa. En 1942 se jugó una modalidad donde los equipos se distribuyeron en dos grupos, donde los primeros de cada uno jugaban la final. En 1944 el torneo sólo tuvo un formato de eliminación directa, mientras que en 1949 se adicionaron por primera vez las llaves de ida y de vuelta, más la incorporación de equipos regionales. Finalmente en 1950, año en que se jugó la última edición del certamen, los clubes se separaron en tres grupos para dar paso a una definición entre los mejores de cada grupo. A partir de ahí, la competición de copa doméstica en Chile desaparecería hasta el año 1958, donde la Copa Chile, con un carácter más integrador y competitivo, reemplazó el lugar dejado por el Campeonato de Apertura.

## Historial
Esta tabla muestra los principales resultados de la fase final de cada Campeonato de Apertura. Para más información sobre un torneo en particular, véase la página especializada de ella en Detalle.
| Año          |                   | Campeón        | Resultado                | Subcampeón           | Tercer lugar     | Cuarto lugar                 |  | Nombre del trofeo |
| 1933 Detalle | Colo-Colo         | 2:1            | Unión Deportiva Española | -                    | -                | Copa César Seoane            |  |                   |
| 1934 Detalle | Santiago          | 4:2            | Colo-Colo                | Ferroviarios         | -                | Copa Apertura                |  |                   |
| 1935         | No se disputó     | No se disputó  | No se disputó            | No se disputó        | No se disputó    | -                            |  |                   |
| 1936         | No se disputó     | No se disputó  | No se disputó            | No se disputó        | No se disputó    | -                            |  |                   |
| 1937 Detalle | Magallanes        | 2:0            | Audax Italiano           | Colo-Colo            | Santiago Morning | Copa Apertura Aliviol        |  |                   |
| 1938 Detalle | Colo-Colo         | 3:1            | Audax Italiano           | -                    | -                | Copa Apertura                |  |                   |
| 1939         | No se disputó     | No se disputó  | No se disputó            | No se disputó        | No se disputó    | -                            |  |                   |
| 1940 Detalle | Colo-Colo         | 3:2            | Universidad de Chile     | Universidad Católica | -                | Copa Apertura                |  |                   |
| 1941 Detalle | Audax Italiano    | 2:1            | Magallanes               | Unión Española       | Green Cross      | Copa Apertura                |  |                   |
| 1942 Detalle | Santiago National | 3:2            | Badminton                | Green Cross          | -                | Copa Apertura                |  |                   |
| 1943         | No se disputó     | No se disputó  | No se disputó            | No se disputó        | No se disputó    | -                            |  |                   |
| 1944 Detalle | Santiago Morning  | 1:1 (3-2 esq.) | Audax Italiano           | -                    | -                | Copa Jaime Rodríguez Bolados |  |                   |
| 1945         | No se disputó     | No se disputó  | No se disputó            | No se disputó        | No se disputó    | -                            |  |                   |
| 1946         | No se disputó     | No se disputó  | No se disputó            | No se disputó        | No se disputó    | -                            |  |                   |
| 1947 Detalle | Unión Española    | 2:0            | Iberia                   | Audax Italiano       | -                | Copa de Preparación          |  |                   |
| 1948         | No se disputó     | No se disputó  | No se disputó            | No se disputó        | No se disputó    | -                            |  |                   |
| 1949 Detalle | Santiago Morning  | 1:0            | Santiago Wanderers       | Iberia               | -                | Copa de Preparación          |  |                   |
| 1950 Detalle | Santiago Morning  | 2:2            | Audax Italiano           | Magallanes           | -                | Copa Carlos Varela           |  |                   |

## Palmarés

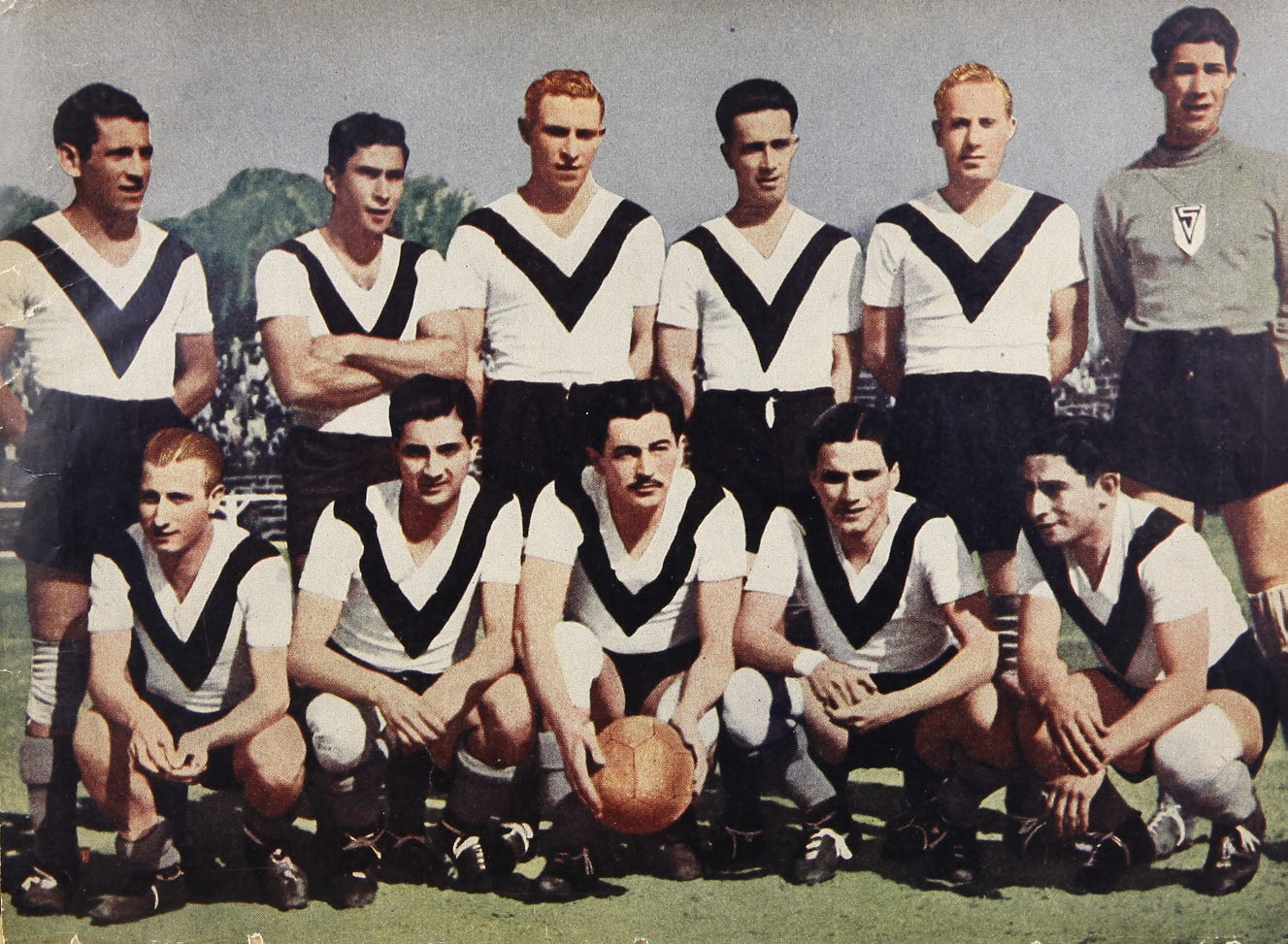
Santiago Morning en 1942, equipo que conquistó en tres oportunidades el Campeonato de Apertura.

| Equipo               | Campeón              | Subcampeón                 |
| -------------------- | -------------------- | -------------------------- |
| Colo-Colo            | 3 (1933, 1938, 1940) | 1 (1934)                   |
| Santiago Morning     | 3 (1944, 1949, 1950) | 0                          |
| Audax Italiano       | 1 (1941)             | 4 (1937, 1938, 1944, 1950) |
| Magallanes           | 1 (1937)             | 1 (1941)                   |
| Unión Española       | 1 (1947)             | 1 (1933)                   |
| Santiago             | 1 (1934)             | 0                          |
| Santiago National    | 1 (1942)             | 0                          |
| Universidad de Chile | 0                    | 1 (1940)                   |
| Badminton            | 0                    | 1 (1942)                   |
| Iberia               | 0                    | 1 (1947)                   |
| Santiago Wanderers   | 0                    | 1 (1949)                   |

## Goleadores[2]
| Edición | Jugador                         | Equipo                   | Goles |
| ------- | ------------------------------- | ------------------------ | ----- |
| 1933    | Raimundo Caballero              | Unión Deportiva Española | 4     |
| 1934    | Enrique Sorrel                  | Colo-Colo                | 7     |
| 1937    | Guillermo Ogaz Manuel Arancibia | Magallanes Colo-Colo     | 6     |
| 1938    | Gastón Osbén                    | Magallanes               | 6     |
| 1940    | Alfonso Domínguez               | Colo-Colo                | 7     |
| 1941    | Óscar Riveros                   | Unión Española           | 5     |
| 1942    | Morales Luis Fujiwara           | Badminton                | 8     |
| 1944    | Juan Alcántara                  | Audax Italiano           | 6     |
| 1947    | Carlos Varela                   | Audax Italiano           | 3     |
| 1949    | Reinaldo Rebello                | Santiago Morning         | 5     |
| 1950    | Rubén Aguilera                  | Santiago Morning         | 13    |

## Competiciones complementarias al Campeonato de Apertura de Chile

### Torneo de Consuelo del Campeonato de Apertura de Chile
De manera similar al Torneo de Consuelo de la Copa Beccar Varela en Argentina, los equipos eliminados en las fases preliminares del Campeonato de Apertura disputaron en forma simultánea un torneo consistente en una serie de partidos de desagravio o consuelo. Se disputó en 1933, edición ganada por Santiago Badminton, y en 1949, donde el vencedor fue Universidad Católica. Su creación se realizó debido a la necesidad de que no disminuyera la asistencia en los estadios.

### Campeonato Especial de Receso
Fue una competición de clausura de la temporada 1937. No hay registros de cuántos, ni cuáles clubes participaron, excepto Colo-Colo, Magallanes, Santiago Morning, una selección de la Serie B Profesional y Audax Italiano, equipo que se proclamó campeón del torneo.

### Campeonato de Campeones de Chile
Si bien, algunas de las ediciones de esta competición han sido habitualmente agrupadas y denominadas como Campeonatos de Apertura por algunas fuentes, en la práctica constituyeron certámenes diferentes, con reglas y formatos diversos. El Campeonato o Copa de Campeones estaba reservado para los equipos que, al momento de disputarse, habían obtenido al menos un título de Primera División. Además, su formato era el de una liga, bajo un sistema de todos contra todos, a diferencia del Campeonato de Apertura, que comúnmente se disputaba bajo un formato de eliminación directa. Aun cuando la historia de ambas competencias ha tendido a fundirse con el paso del tiempo, a comienzos de los años 1940 la diferencia entre las dos era marcada, tal es así, que en la 1944 se programaron ambos campeonatos de forma casi simultánea.

### Campeonato de los Aspirantes
En el año 1943, en lugar de un solo Campeonato de Apertura, se establecieron dos torneos paralelos: junto con el Campeonato de Campeones, se instauró el llamado «Campeonato de los Aspirantes» o «Campeonato de Preparación» en el que participaron aquellos equipos que a la fecha no habían conquistado un título de Primera División. Hasta ese entonces, los equipos eran Badminton, Green Cross, Santiago National, Unión Española y Universidad Católica.
La primera fecha se jugó el domingo 4 de abril.